# Fedora Commons
Fedora Commons (англ. Fedora — Flexible Extensible Digital Object Repository Architecture) — заснована на сервісах система з відкритим кодом для керування репозиторіями цифрових об'єктів. Вона є базовою архітектурою для електронних репозиторіїв скоріше ніж готовим рішенням для ЕБ і на відміну від систем «під ключ» з фіксованим інтерфейсом таких як DSpace та EPrints дозволяє створювати різноманітні системи для різних галузей. Система надає два види доступу: клієнт для внесення, підтримки та експорту електронних об'єктів та вебсервіси доступу через інтерфейси SOAP або REST (використовує стандартні HTTP методи для запиту та маніпулювання вебресурсами). Об'єкт у системі може мати декілька представлень (наприклад, декілька форматів), також за допомогою заснованих на RDF моделі зв'язків об'єкти можуть бути пов'язані між собою та з зовнішніми ресурсами. Центральний сервіс репозиторію, на якому заснована архітектура системи, надає чотири основних API — керування, доступу, пошуку та OAI сервіс для харверстингу метаданих.

## Архітектура
Серверна архітектура FEDORA базується на чотирьох основних інтерфейсах прикладного програмування (API): керування, доступ, пошук сервіс ініціативи відкритих архівів (OAI) (для збору метаданих).
Існує декілька застосунків, які можуть бути реалізовані як шар зовнішнього інтерфейсу над Fedora.
- Fez
- Islandora — модуль Drupal, який користувачі можуть реалізовувати для перегляду й управління цифровими об'єктами, що зберігаються у Fedora.
- Muradora
- Vital